# Luna 17
Luna 17 (ryska: Луна-17) var en sovjetisk rymdsond i Lunaprogrammet. Rymdsondens huvuduppgift var att landsätta Lunochod 1 på månen.
Rymdsonden sköts upp från Bajkonur den 10 november 1970, med en Proton-K/D raket.
Farkosten gick in i omloppsbana runt månen den 15 november och landade den 17 november på Mare Imbrium.

### Fotnoter
1. ↑  ”NASA Space Science Data Coordinated Archive” (på engelska). NASA. https://nssdc.gsfc.nasa.gov/nmc/spacecraft/display.action?id=1970-095A. Läst 25 mars 2020.